# Landkreis Norden
Der Landkreis Norden war ein Landkreis im nordwestlichen Niedersachsen. Er ist jetzt Teil des Landkreises Aurich.

## Geographie

### Inseln
Zum Gebiet des Landkreises Norden gehörten die ostfriesischen Inseln Memmert, Juist, Norderney und Baltrum.

### Nachbarkreise
Der Landkreis grenzte Anfang 1977 im Uhrzeigersinn im Osten beginnend an die Landkreise Wittmund und Aurich sowie an die kreisfreie Stadt Emden.

## Geschichte
| Lage des Kreises Norden in der Provinz Hannover (1905) | Lage des Kreises Norden in der Provinz Hannover (1905) |
| ------------------------------------------------------ | ------------------------------------------------------ |
|                                                        |                                                        |

Nach der Annexion Hannovers 1867 durch Preußen wurde 1885 in der Provinz Hannover aus dem Amt Norden und der Stadt Norden der Landkreis Norden gebildet. Er wurde 1932 um Teile des damals aufgelösten Landkreises Emden erweitert.
Zum Landkreis Norden gehörten zunächst die Städte Norden (Kreissitz) und Norderney sowie die (Insel-)Gemeinden Juist und Baltrum. Ferner umfasste der Landkreis die Gebiete der heutigen Gemeinden Brookmerland, Hage, Großheide und Dornum. Diese Gemeinden bilden das historische Norderland. Bei der Auflösung des Landkreises Emden 1932 kamen die Gebiete der heutigen Gemeinden Hinte und Krummhörn sowie die Gemeinden Larrelt, Harsweg, Logumer Vorwerk, Twixlum, Uphusen und Wybelsum hinzu. Schon 1945 wurden die Gemeinden Larrelt und Harsweg vom Landkreis Norden an die Stadt Emden abgegeben, 1946 auch die Gemeinde Uphusen.
Im Zuge der niedersächsischen Kommunalreform 1972 kamen auch Twixlum, Wybelsum und Logumer Vorwerk zu Emden, dafür aber die bis dahin zum Landkreis Wittmund gehörenden Gemeinden Roggenstede, Westeraccum, Westeraccumersiel und Westerbur zum Landkreis Norden. Die genannten Orte wurden in die Gemeinden Dornum und Dornumersiel eingegliedert. Insgesamt wurde durch die Kommunalreform die Zahl der Gemeinden des Kreises von 70 im Jahre 1971 auf zuletzt 21 verringert.
Mit Wirkung vom 1. August 1977 wurde der Landkreis Norden in den Landkreis Aurich eingegliedert. Norden verlor dadurch seinen Kreissitz. Heute befinden sich nur noch Teile der Kreisverwaltung des Landkreises Aurich in Norden, darunter Außenstellen des Gesundheitsamtes, des Jugendamtes und des Sozialamtes.
Der Landkreis Norden galt früher als vergleichsweise wohlhabend – dank einiger Industriebetriebe in der Stadt Norden wie etwa dem Spirituosenhersteller Doornkaat, sowie aufgrund der Tatsache, dass es sich um sehr fruchtbares Marschland mit guten Ernteerträgen handelt. Die Landwirtschaft allerdings beschäftigt heute nur eine deutlich geringere Zahl an Menschen, und auch manche Norder Betriebe sind inzwischen nicht mehr existent. Doornkaat etwa wird seit der Übernahme durch den Spirituosenhersteller Berentzen im emsländischen Haselünne hergestellt. Somit gilt das Gebiet des ehemaligen Landkreises Norden heute als strukturschwach mit überdurchschnittlicher Arbeitslosenquote.

### Wappen
| Wappen des früheren Landkreises Norden | Blasonierung: „In Silber (Weiß) hinten eine aus dem unteren Schildrand wachsende blaue Windmühle; an einer aus dem Dach ragenden Stange hängend ein von Blau und Gold (Gelb) gespaltener Schild; darin vorne ein halber silberner (weißer) rotbezungter Adler am Spalt, begleitet von drei sechsstrahligen Sporenrädern, hinten in Gold (Gelb) ein geschlossenes blaues Sieltor über drei blauen Wellenbalken.“ |
| Wappen des früheren Landkreises Norden | Wappenbegründung: Das Wappen wurde am 3. November 1948 vom niedersächsischen Innenministerium genehmigt. Es zeigt eine ostfriesische Windmühle; der Adler erinnert an die älteste ansässige Familie Beninga. Die Sporenräder sind das Zeichen der in Norden ansässigen Familie Idzinga, welche dort auch seit dem 15. Jahrhundert das Wappen zieren. Sieltor und Wellen symbolisieren die Lage des Kreises an der Nordsee und stehen für die Bezeichnung Nordens als „das grüne Tor zum Meer“ sowie die vorgelagerten Inseln Juist, Norderney und Baltrum. |

## Einwohnerentwicklung
Der Landkreis wurde 1932 durch die Eingliederung eines großen Teils des Landkreises Emden deutlich vergrößert.
| Jahr | Einwohner | Quelle |
| ---- | --------- | ------ |
| 1890 | 33.002    | [ 6 ]  |
| 1900 | 35.333    | [ 6 ]  |
| 1910 | 36.600    | [ 6 ]  |
| 1925 | 40.527    | [ 6 ]  |
|      |           |        |
| 1939 | 62.226    | [ 6 ]  |
| 1950 | 83.060    | [ 6 ]  |
| 1960 | 75.000    | [ 6 ]  |
| 1970 | 82.900    | [ 7 ]  |
| 1977 | 86.500    | [ 8 ]  |

## Landräte
- 1869–1879: Theodor Meyer[6]
- 1879–1882: Friedrich Tilemann[6]
- 1884–1885: Adolf von Buschmann (kommissarisch)[6]
- 1885–1891: Georg von Borries junior[6][9]
- 1891–1894: Karl Schulze-Pelkum
- 1894–1899: Hermann Friedrich Bayer[9]
- 1899–1919: Waldemar von Lilienthal[9]
- 1920–1921: ?
- 1921–1941: Ludwig Schede[6]
- 1941–1942: Ulrich Hühn (kommissarisch)[6]
- 1943–1945: Henry Picker (NSDAP)
- 1946–1949: Georg Peters (SPD)
- 1956–1964: Georg Peters (SPD)
- 1964–1972: Carl Ewen (SPD)
- 1972–1976: Georg Peters (SPD)
- 1976–1977: Hinrich Swieter (SPD)

## Gemeinden

Karte des Landkreises Norden Stand 1. Juli 1972

Die folgende Liste enthält alle Städte und Gemeinden, die dem Landkreis Norden angehörten sowie alle Eingemeindungen:
| Gemeinde            | eingemeindet nach | Datum der Eingemeindung |
| ------------------- | ----------------- | ----------------------- |
| Arle                | Großheide         | 1. Juli 1972            |
| Baltrum             |                   |                         |
| Berum               | Hage              | 1. Juli 1972            |
| Berumbur            |                   |                         |
| Berumerfehn         | Großheide         | 1. Juli 1972            |
| Blandorf-Wichte     | Hage              | 1. Juli 1972            |
| Campen              | Krummhörn         | 1. Juli 1972            |
| Canhusen            | Hinte             | 1. Juli 1972            |
| Canum               | Krummhörn         | 1. Juli 1972            |
| Cirkwehrum          | Hinte             | 1. Juli 1972            |
| Dornum              |                   |                         |
| Dornumergrode       | Dornumersiel      | 1. Juli 1972            |
| Dornumersiel        |                   |                         |
| Eilsum              | Krummhörn         | 1. Juli 1972            |
| Freepsum            | Krummhörn         | 1. Juli 1972            |
| Greetsiel, Flecken  | Krummhörn         | 1. Juli 1972            |
| Grimersum           | Krummhörn         | 1. Juli 1972            |
| Groothusen          | Krummhörn         | 1. Juli 1972            |
| Groß Midlum         | Hinte             | 1. Juli 1972            |
| Großheide           |                   |                         |
| Hage, Flecken       |                   |                         |
| Hagermarsch         |                   |                         |
| Halbemond           |                   |                         |
| Hamswehrum          | Krummhörn         | 1. Juli 1972            |
| Harsweg             | Emden             | 1. Oktober 1945         |
| Hinte               |                   |                         |
| Jennelt             | Krummhörn         | 1. Juli 1972            |
| Juist               |                   |                         |
| Junkersrott         | Hagermarsch       | 1. Juli 1972            |
| Krummhörn 1         |                   |                         |
| Larrelt             | Emden             | 1. Oktober 1945         |
| Leezdorf            |                   |                         |
| Leybuchtpolder 2    | Norden            | 1. Juli 1972            |
| Lintelermarsch      | Norden            | 1. Juli 1972            |
| Logumer Vorwerk     | Emden             | 1. Juli 1972            |
| Loppersum           | Hinte             | 1. Juli 1972            |
| Loquard             | Krummhörn         | 1. Juli 1972            |
| Lütetsburg          |                   |                         |
| Manslagt            | Krummhörn         | 1. Juli 1972            |
| Marienhafe, Flecken |                   |                         |
| Menstede-Coldinne   | Großheide         | 1. Juli 1972            |
| Nesse               |                   |                         |
| Neßmersiel          | Nesse             | 1. Juli 1972            |
| Neuwesteel 3        | Norden            | 1. Juli 1972            |
| Norden, Stadt       |                   |                         |
| Norderney, Stadt    |                   |                         |
| Osteel              |                   |                         |
| Osterhusen          | Hinte             | 1. Juli 1972            |
| Ostermarsch         | Norden            | 1. Juli 1972            |
| Pewsum, Flecken     | Krummhörn         | 1. Juli 1972            |
| Pilsum              | Krummhörn         | 1. Juli 1972            |
| Rechtsupweg         |                   |                         |
| Roggenstede 4       | Dornum            | 1. Juli 1972            |
| Rysum               | Krummhörn         | 1. Juli 1972            |
| Sandbauerschaft     | Norden            | 1919                    |
| Schwittersum        | Dornum            | 1. Juli 1972            |
| Siegelsum           | Upgant-Schott     | 1. Juli 1972            |
| Süderneuland I      | Norden            | 1. Juli 1972            |
| Süderneuland II     | Norden            | 1. Juli 1972            |
| Süderpolder         | Neuwesteel        | 1. Oktober 1939 3       |
| Suurhusen           | Hinte             | 1. Juli 1972            |
| Tjüche              | Marienhafe        | 1. Juli 1972            |
| Twixlum             | Emden             | 1. Juli 1972            |
| Upgant-Schott       |                   |                         |
| Uphusen             | Emden             | 1. April 1946           |
| Upleward            | Krummhörn         | 1. Juli 1972            |
| Uttum               | Krummhörn         | 1. Juli 1972            |
| Visquard            | Krummhörn         | 1. Juli 1972            |
| Westdorf            | Nesse             | 1. Juli 1972            |
| Westeraccum 4       | Dornum            | 1. Juli 1972            |
| Westeraccumersiel 4 | Dornumersiel      | 1. Juli 1972            |
| Westerbur 4         | Dornumersiel      | 1. Juli 1972            |
| Westerende          | Großheide         | 1. Juli 1972            |
| Westerhusen         | Hinte             | 1. Juli 1972            |
| Westermarsch I      | Norden            | 1. Juli 1972            |
| Westermarsch II     | Norden            | 1. Juli 1972            |
| Wirdum              |                   |                         |
| Woltzeten           | Krummhörn         | 1. Juli 1972            |
| Woquard             | Krummhörn         | 1. Juli 1972            |
| Wybelsum            | Emden             | 1. Juli 1972            |

## Kfz-Kennzeichen
Am 1. Juli 1956 wurde dem Landkreis bei der Einführung der bis heute gültigen Kfz-Kennzeichen das Unterscheidungszeichen NOR zugewiesen. Es wurde bis zum 4. April 1978 ausgegeben. Seit dem 15. November 2012 steht es im Zuge der Kennzeichenliberalisierung im Landkreis Aurich zur Verfügung.